# IJsteeg
IJsteeg is een steeg annex klein straatje in Halfweg in de Nederlandse gemeente Haarlemmermeer. Het is een van de oudste straatjes van het dorp.

## Geschiedenis
IJ verwijst naar het IJ dat hier eeuwenlang aan de andere zijde van de Spaarndammerdijk lag met in het zicht het eiland Ruigoord. Het straatje (zonder naam maar met bebouwing) is te zien op een kadastrale kaart van Houtrijk en Polanen uit 1822 als schuine straat tussen de Haarlemmertrekvaart (ook wel Trekvaart van Halfweg) en Spaarndammerdijk. Door steeds weer inpoldering (Houtrakpolder verdwenen het IJ en Haarlemmertrekvaart steeds meer uit zicht, maar de steeg hield haar naam. Zelfs in 1914 toen de straatnamencommissie van gemeente Haarlemmerliede een hele rij straten in Halfweg van een naam voorzag, veel werden vernoemd naar het koninklijk huis, andere kregen algemene namen zoals Kerkstraat en Kerkplein. Ook de Polanenkade kreeg toen haar naam, naar de oude woonkern Houtrijk en Polanen. Destijds kwam de naam IJsteeg ook voor, niet als nieuw, maar een lid wilde de naam wijzigen in IJstraat. Burgemeester en wethouders vonden dat “te veel eer” voor het steegje, waar toen drie mensen zouden wonen. Veertig jaar later werd een nieuwe poging gedaan; de gemeenteraad van Haarlemmerliede en Spaarnwoude (de opvolger van Haarlemmerliede) wilde de steeg voegen bij het Dr. Baumannplein dat net haar naam had. Er kwam opnieuw protest waarbij als argument werd aangedragen dat de IJsteeg in vroeger tijd een van de belangrijkste straten van het dorp was geweest en nog een enkel bewijs van direct contract tussen dorp en het IJ.

## Situatie 2022
In de 21e eeuw is de gehele IJsteeg een gemeentelijk monument binnen de gemeente Haarlemmermeer (de opvolger van Haarlemmerliede en Spaarnwoude). Het wordt door een infobord omschreven als een “schuine weg die tegen de Spaarndammerdijk oploopt". Om de helling eenvoudiger te kunnen overbruggen werd de steeg schuin tegen de dijk aangelegd. Direct in de omgeving staat aan Dr. Baumannplein 17 het oudste huis van Halfweg; hier werd door schippers tussen Amsterdam en Haarlem gepauzeerd. Het totale monument is gelegen aan IJsteeg 1-5 (alle woonhuizen aan de IJsteeg) en Dr. Baumannplein 17-23 (de bebouwing aan de zuidelijke ingang van de steeg). 

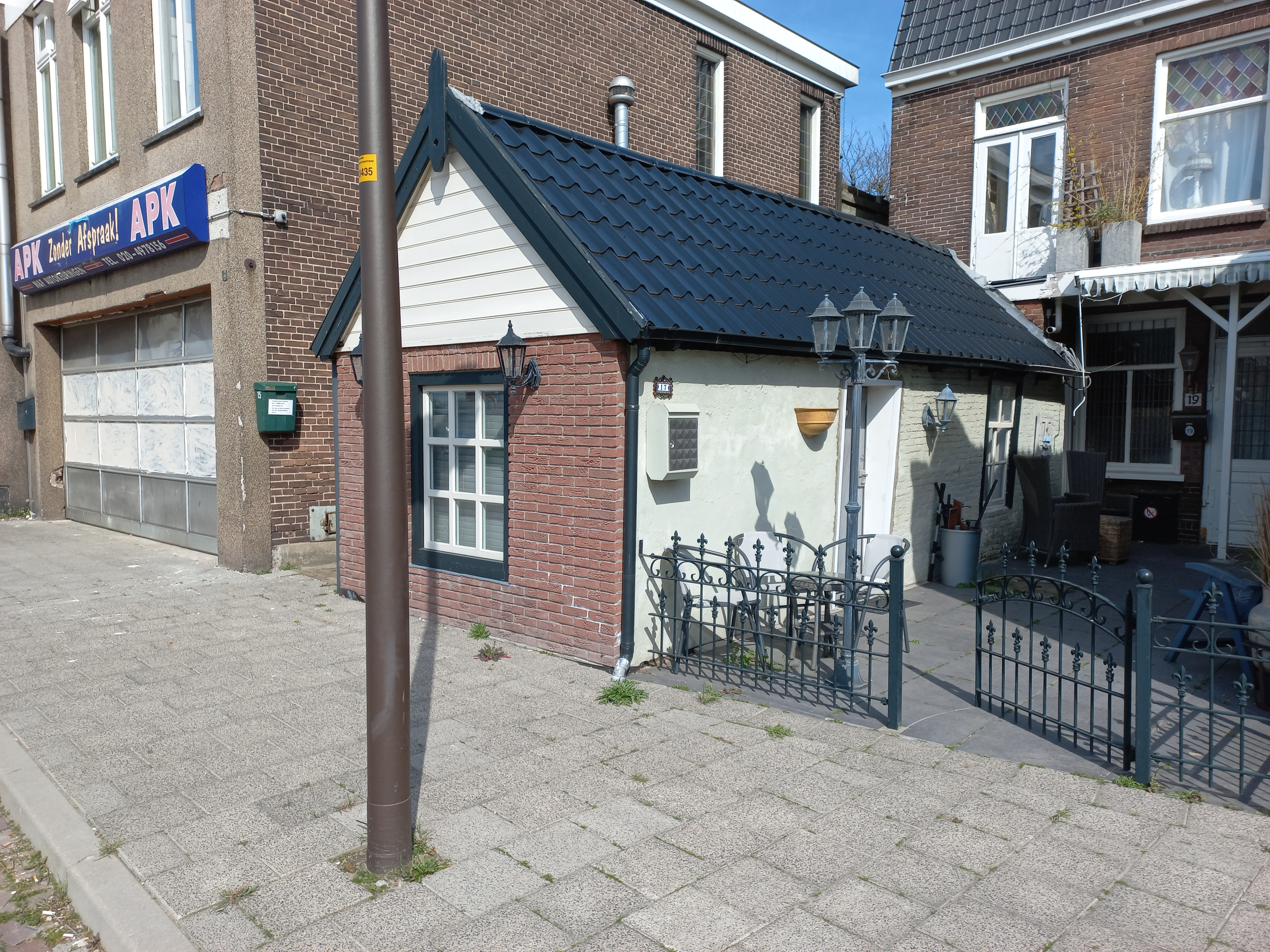
Klein gebouw is Dr. Baumannplein 17 (juni 2022)